# 何嘉伦
何嘉伦（？—），男，汉族，澳门人，中华人民共和国政治人物。现任何泉记企业有限公司执行董事，澳门青年企业家协会会长。第十四届全国政协委员。